# Incidente di Cecil Kelley
Cecil Warren Kelley (16 ottobre 1920 – Los Alamos, 1º gennaio 1959) è stato un chimico statunitense.

## Biografia
Cecil Kelley si arruolò nell'esercito nel 1940 in fanteria e poi come paracadutista durante la Seconda guerra mondiale. In seguito divenne un operatore chimico, con 11 anni di esperienza, metà dei quali era presso il Los Alamos National Laboratory. Il 30 dicembre 1958 era originariamente in viaggio per una festa di Capodanno quando fu chiamato al lavoro. Ha subito un'esposizione letale alle radiazioni quando ha provocato accidentalmente un incidente di criticità ed è morto per avvelenamento acuto da radiazioni 34 ore e 45 minuti dall'evento.

## Contesto dell'incidente
Cecil Kelley era un operatore chimico di 38 anni con 11 anni di esperienza, con oltre la metà di quelle ore presso il laboratorio di Los Alamos, dove uno dei suoi compiti era quello di operare una grande miscelazione in un serbatoio di acciaio inossidabile (capacità di 1.000 litri). Il serbatoio conteneva residuo di plutonio-239 rimasto da altri esperimenti e applicazioni, insieme a vari solventi organici e acidi in una soluzione acquosa allo scopo di recuperarlo per il riutilizzo. In forma pura e in normali condizioni di temperatura e pressione, il plutonio - un elemento di produzione artificiale prevalentemente esistente in tracce in natura - è un metallo argenteo solido. Si appanna rapidamente quando viene esposto all'aria e si dissolve facilmente in acido cloridrico, iodidrico e perclorico concentrati, e in altri. Il giorno dell'incidente il serbatoio di miscelazione doveva contenere quella che i chimici nucleari chiamano concentrazione "magra" di plutonio disciolto (≤ 0,1 g di plutonio per litro di soluzione) in un bagno di acido nitrico altamente corrosivo e un organico acquoso stabilizzato caustico emulsione. Tuttavia, a seguito di almeno due "trasferimenti impropri" di rifiuti di plutonio nel serbatoio (le cui fonti non sono mai state determinate, o almeno mai divulgate pubblicamente, e sulle quali Kelley non aveva motivo di sospettare né capacità di osservare), la concentrazione di plutonio nel serbatoio di miscelazione in questa particolare occasione era quasi 200 volte superiore. Peggio ancora, era anche distribuito in modo non uniforme: lo strato superiore di soluzione aveva concentrazioni particolarmente elevate e conteneva un totale di oltre 3 kg di plutonio, che era già vicino alla criticità prima che Kelley agisse. Quando Kelley accese il mixer, cominciò a formarsi un vortice. Lo strato acquoso più denso all'interno del serbatoio spinse immediatamente verso l'esterno e verso l'alto formando una "ciotola", e lo strato meno denso e ricco di plutonio turbinò verso il centro della "ciotola".

## Il raggiungimento della massa supercritica
Tra le altre caratteristiche ideali, la forma ottimale affinché qualsiasi sostanza fissile diventi supercritica è la forma di superficie minima, una sfera. Sebbene la soluzione ricca di plutonio non fosse sferica, il vortice la rese più spessa al centro, e questo, insieme al corrispondente aumento di densità e alla riflettività neutronica dello strato acquoso che lo circondava, fece sì che il plutonio disciolto raggiungesse e attraversasse il punto critico soglia in circa un secondo: i neutroni all'interno della miscela iniziarono a bombardare i nuclei degli atomi di plutonio della soluzione con una frequenza sufficiente da causare la rottura di questi atomi e il rilascio di altri neutroni in una reazione nucleare a catena sostenuta che durò solo 200 microsecondi ma rilasciando un'enorme esplosione di neutroni e radiazioni gamma. Un simile rilascio incontrollato di energia nucleare viene spesso definito un'escursione. Nel giro di tre secondi gli strati della miscela si erano dispersi e non erano possibili ulteriori escursioni.

## L'evento dell'escursione
Kelley era in piedi su una scala e osservava il contenuto del serbatoio di miscelazione attraverso una finestra di osservazione quando si è verificato l'evento dell'escursione. Altri due tecnici che lavoravano all'interno del laboratorio hanno assistito a un lampo luminoso di luce blu seguito dal suono di un tonfo. L'esplosione di energia ha causato il collasso di Kelley o lo ha fatto cadere dalla scala, facendolo cadere a terra. Si è alzato disorientato e, a quanto pare, ha spento e riacceso il mixer prima di correre fuori dall'edificio. Gli altri tecnici hanno trovato Kelley all'aperto in uno stato di atassia (movimento muscolare scoordinato) mentre ripeteva la frase: "Sto bruciando! Sto bruciando!"
Poiché la possibilità che un'escursione avesse luogo in una vasca di miscelazione era stata considerata praticamente inesistente, i tecnici decisero che Kelley doveva essere stato in qualche modo esposto alle radiazioni alfa, al bagno acido, o a entrambi. Uno di loro lo portò via a fare una doccia chimica, mentre l'altro spegneva il miscelatore. Altri membri dello staff sono arrivati sulla scena nel giro di pochi minuti e hanno trovato Kelley praticamente privo di sensi. Il colore rosa brillante del suo viso indicava un eritema (arrossamento della pelle) causato dalla sindrome da radiazioni cutanea. Qualsiasi incidente a Los Alamos che coinvolga una sostanza radioattiva richiedeva un'indagine immediata da parte di una squadra di personale addetto al monitoraggio delle radiazioni. Ancor prima che Kelley fosse portato al pronto soccorso, questi membri del personale iniziarono un esame della sala di miscelazione con rilevatori di radiazioni in grado di valutare la radiazione alfa emessa dal plutonio fuoriuscito. L'attività alfa sarebbe stata diffusa se parte della miscela di plutonio fosse fuoriuscita dal serbatoio, ma non ne è stata trovata alcuna. Diciotto minuti dopo, il team ha iniziato la ricerca di radiazioni gamma ed è rimasto sorpreso di trovare intense radiazioni gamma vicino al serbatoio di miscelazione, dell'ordine di decine di rad all'ora. Una radiazione gamma così intensa avrebbe potuto essere prodotta solo da quantità significative di prodotti di fissione; questo, unito al lampo di luce altrimenti inspiegabile riportato dagli altri due tecnici, è stato sufficiente per confermare che si era verificato un incidente critico.

## Quadro clinico di Kelley dopo l'escursione
Per la prima ora e quaranta minuti dopo l'incidente, Kelley delirava e aveva ondate di vomito e conati intensi. Poi si stabilizzò per un breve periodo di tempo e riuscì a parlare normalmente, si fece misurare il polso e prelevare il sangue. Il campione di sangue indicava che Kelley era stato esposto a circa 9 Gy da neutroni veloci e 27 Gy da raggi gamma, per un totale di 36 Gy. Per un essere umano adulto, l'esposizione a 2 Gy da una sorgente di radiazioni non focalizzata come un'escursione causerà malattie da radiazioni ma non è considerata definitivamente letale; circa 4 Gy è la dose letale media; una dose di 8 Gy uccide quasi sempre. Kelley aveva ricevuto più di sette volte la dose letale per un adulto. Sebbene il personale medico del pronto soccorso avesse preso provvedimenti per alleviare il dolore con petidina e morfina, precedenti ricerche sull'esposizione alle radiazioni negli animali indicavano che la morte di Kelley era inevitabile. Nel giro di sei ore i suoi linfociti erano quasi scomparsi. Una biopsia ossea eseguita 24 ore dopo l'incidente produsse un midollo osseo acquoso e privo di globuli rossi. Numerose trasfusioni di sangue non ebbero effetti benefici duraturi: dopo solo 35 ore l'esposizione iniziale e dopo un ultimo attacco di intensa irrequietezza, agitazione, sudorazione, pelle color cenere e polso irregolare, Kelley morì di insufficienza cardiaca.
Kelley venne sepolto al Santa Fe National Cemetery di Santa Fe nel Nuovo Messico.

## Le indagini sull'incidente
Un'indagine sulle circostanze dell'incidente non ha mai portato a capire perché il serbatoio di miscelazione sia stato riempito con una concentrazione così elevata di plutonio; inizialmente, la colpa fu attribuita allo stesso Kelley.
Robert L. Nance, un collega di Kelley, era il chimico incaricato di recuperare il plutonio rimanente nel serbatoio. Mentre svolgeva l'operazione, constatò che il solvente nel serbatoio non era così potente come previsto (probabilmente distrutto da un'esposizione prolungata alle radiazioni), quindi potrebbe essersi accumulata una concentrazione più elevata per questo motivo. La relazione preparata da Nance non è stata approvata per la pubblicazione.
Sebbene Kelley non avesse né ingerito né inalato plutonio durante l'incidente, lui, come molti tecnici di laboratorio a Los Alamos, era stato esposti a minuscole particelle di plutonio nell'aria nel corso di diversi anni. Un evento come questo era quindi considerato un "esperimento di opportunità". I suoi organi furono conservati per un esame patologico e i loro livelli di plutonio furono analizzati. I risultati di queste analisi dei tessuti erano considerati fondamentali per comprendere cosa accadrebbe a una popolazione durante un attacco nucleare e impossibili da ottenere in altro modo. Sebbene la biopsia del midollo osseo dello sterno di Kelley fosse stata eseguita con la premessa che i medici desiderassero determinare se fosse un candidato per un trapianto di midollo osseo, la morte di Kelley era inevitabile e un vero e proprio trapianto non fu preso seriamente in considerazione.

## Il processo
La morte di Kelley lasciò una vedova, Doris Kelley, e due figli, che allora avevano otto anni e 18 mesi. A Doris non venne comunicato che suo marito era stato irradiato e apprese della sua morte solo quando i rappresentanti del laboratorio la visitarono a casa poco dopo. Assicurandola verbalmente che le avrebbero fornito un risarcimento economico per la morte del marito, la convinsero a non intentare alcuna causa contro il laboratorio. Nonostante tali assicurazioni, l'unico compenso ricevuto da Doris Kelley fu un posto di lavoro a vita per il laboratorio stesso a livelli prossimi alla povertà, fino a quando non dovette andare in pensione per motivi di salute.
Nel 1996, Doris Kelley e sua figlia, Katie Kelley-Mareau, hanno intentato una causa contro Clarence Lushbaugh, il patologo che ha eseguito l'autopsia su Cecil Kelley. Il caso denunciava la cattiva condotta dei medici, dell'ospedale e dell'amministrazione di Los Alamos nel prelievo di organi da defunti senza il consenso dei parenti prossimi per un arco di molti anni (1958-1980). L'autopsia di Kelley fu il primo esempio di questo tipo di analisi post mortem, ma ne furono eseguite molte altre da Lushbaugh e altri negli anni successivi a Los Alamos. Durante una deposizione per il caso, Lushbaugh, quando gli è stato chiesto chi gli avesse dato l'autorità di prelevare otto libbre (3,6 chilogrammi) di organi e tessuti dal corpo di Kelley, ha detto: "Dio mi ha dato il permesso". La causa collettiva è stata risolta dagli imputati per circa 9,5 milioni di dollari nel 2002 e ulteriori 800.000 dollari nel 2007. Nessuno degli imputati ha ammesso alcun illecito.